# Jan Wszędyrówny
Jan Wacław Wszędyrówny, właśc. Wacław Wszędyrówny, imię zakonne Jan od Dusz Czyśćcowych Wszędyrówny (ur. 4 grudnia 1916 w Rzekuniu, zm. 26 maja 1983) – pierwszy prowincjał pasjonistów w Polsce (1958–1960), rekolekcjonista, misjonarz.

## Życiorys
Wszędyrówny był synem Adama Wszędyrównego i Ewy z domu Sieredzińskiej. Jego rodzina pochodziła z Mińska. W młodości uczęszczał do Państwowej Szkoły powszechnej w Rzekuniu. W 1937 wstąpił do nowicjatu pasjonistów w Sadowiu. 15 września 1937 złożył pierwsze, a 21 października 1943 wieczyste śluby zakonne w Zgromadzeniu Męki Jezusa Chrystusa. W kwietniu 1943 spędził kilka tygodni w areszcie w Przasnyszu, pod zarzutem organizacji nielegalnego zebrania. 14 listopada 1943 roku w Warszawie otrzymał od bp Antoniego Szlagowskiego święcenia kapłańskie. Po przejściu frontu wojennego podczas II wojny światowej zajmował się odbudową klasztoru i kościoła w Przasnyszu, po wojnie powrócił do Sadowia, gdzie pełnił funkcję mistrza nowicjuszy, w 1951 zaś został wikariuszem klasztornym i lektorem studentów w Przasnyszu. W latach 1954–1958 był wiceprowincjałem oo. pasjonistów w Polsce. Dzięki jego zabiegom utworzono wówczas w klasztory w Łodzi i Warszawie, co przyczyniło się do erygowania Prowincji Polskiej pod wezwaniem Wniebowzięcia NMP przez Kapitułę Generalną i mianowanie Wszędyrównego pierwszym prowincjałem oo. pasjonistów w Polsce.
Na początku lat 60. XX w. rozpoczął posługę kapłańską w Łodzi, gdzie był organizatorem i twórcą klasztoru i parafii pasjonistów pw. Matki Bożej Bolesnej na osiedlu Teofilów. Po pertraktacjach z władzą komunistyczną (Wszędyrówny szantażował komunistów samospaleniem, dodatkowo pasjoniści odstąpili część posiadanej ziemi na cele budownictwa mieszkaniowego) w 1971 uzyskał pozwolenie na budowę kościoła, który budowano w latach 1972–1976. Był on pierwszym kościołem w Łodzi po II wojnie światowej, na którego powstanie władze komunistyczne wyraziły zgodę. Wszędyrówny w latach 1972–1983 był pierwszym proboszczem parafii pasjonistów pw. Matki Bożej Bolesnej w Łodzi, funkcję tę sprawował do swojej śmierci.
Został pochowany na cmentarzu rzymskokatolickim Matki Bożej Nieustającej Pomocy w Łodzi.

## Upamiętnienie
W 1992 na osiedlu Teofilów w Łodzi przy klasztorze oo. pasjonistów wytyczono aleję Jana Wszędyrównego.